# Spinotarsus lawrencei
Spinotarsus lawrencei är en mångfotingart som beskrevs av Kraus 1960. Spinotarsus lawrencei ingår i släktet Spinotarsus och familjen Odontopygidae. Inga underarter finns listade i Catalogue of Life.